# 화순 오현당
화순 오현당은 대한민국 전라남도 화순군 화순읍 앵남리에 있는 건축물이다. 2010년 1월 7일 화순군의 향토문화유산 제43호로 지정되었다.